# Antonio Ferri
Antonio Ferri (Norcia, 1912. április 5. – Long Island, New York, 1975. december 28.) repülési- és űrhajózás technikai mérnök, tudós. Úttörője a hiperszonikus és szuperszonikus repülés aerodinamikájának.

## Életpálya
Az University of Rome keretében szerzett repüléstechnikai mérnöki diplomát. 1935-ben főhadnagyként az Olasz Királyi Légierő Guidonia Monte Celio kutatóintézetének mérnöke lett. Az aerodinamika fejlesztése érdekében irányításával építették meg a szélcsatorna laboratóriumot, ahol 1939-1940 között végzett kutatásokat. Munkái során dolgozott a sugárhajtóművek, a torpedók és a távirányítású vitorlázórepülők fejlesztésén is. A 2. világháborút követően Amerikában oktatói, kutatói helyet kapott. Kutatási eredményeit – megmentve a náci németek elől – magával vitte Amerikába. 1956-ban megalapította a General Applied Science Laboratory intézetet.

## Szakmai sikerek
1938-ban 26 évesen megkapta Olaszország legmagasabb tudományos díját, az Oscar-díjat.